# Inellisse di Mandart

L'inellisse di Mandart (rosso), tangente al triangolo (nero) nei punti di contatto con gli excerchi (blu). In verde le ceviane che individuano il punto di Nagel (N) e in azzurro le linee che individuano il mittenpunkt (M).

In geometria l'inellisse di Mandart, che prende il nome dal matematico francese H. Mandart, è l'inconica tangente ai tre lati di un triangolo in corrispondenza dei tre punti di contatto degli excerchi.
Definiti {\displaystyle a}, {\displaystyle b}, {\displaystyle c} i tre lati del triangolo, l'ellisse è caratterizzata dai parametri:
{\displaystyle U:V:W={\frac {a}{b+c-a}}:{\frac {b}{a+c-b}}:{\frac {c}{a+b-c}}.}
Il centro dell'ellisse di Mandart corrisponde al mittenpunkt, mentre il suo punto di Brianchon corrisponde al punto di Nagel.